# Центральный (микрорайон, Краснокамск)
Центральный — микрорайон в Краснокамске.

## География
Границами являются улицы Карла Либкнехта (на западе), левый берег речки Пальта (на северо-западе), улица Шоссейная (на юге), улица Пушкина (на востоке) и граница городской застройки на севере. С юго-запада к микрорайону примыкает микрорайон Гознак, с северо-востока Новый Посёлок. На юге и востоке от микрорайона расположена промзона.

## История
Микрорайон начал строиться одновременно со строительством целлюлозно-бумажного комбината в начале 1930-х годов с привлечением труда завербованных крестьян, заключенных и сосланных граждан. В первые годы строительства здесь выделяли такие локации как Рабочий поселок, Технический поселок и Соломиты, которые исчезли по мере сноса временных деревянных домов и бараков. Архитектурный облик микрорайона сложился к концу 1960-х годов.

## Улицы
Кроме упомянутых выше улиц, по которым проведены границы микрорайона, можно выделить проспекты Мира, Комсомольский и Маяковского и перпендикулярно расположенные к этим проспектам улицы Чапаева, Большевистская и Геофизиков.

## Транспортное сообщение
Через микрорайон проходят практически все маршруты городских и пригородных автобусов. Работает городской автовокзал и железнодорожная станция, от которой ходят электропоезда до станции Пермь II.

## Экономика
К югу и востоку от микрорайона находятся основные предприятия, на котором работают жители микрорайона: Камский целлюлозно-бумажный комбинат, Краснокамский ремонтно-механический завод, Краснокамская бумажная фабрика Гознака, завод металлосеток, Закамская ТЭЦ и другие.

## Образование
Средняя школа № 8.

## Спортивная инфраструктура
Стадион «Россия» и спортивный комплекс «Ледовый».

## Достопримечательности
Наиболее интересные архитектурные доминанты города площадь Гознака и Проспект Мира с 205-квартирным домом. Действуют местный краеведческий музей и музей игрушки. Кроме городского парка имеются Школьный парк, парк Победы и сквер Бажова.